# Källareholmen
För andra betydelser, se Källarholmen.
Källareholmen (eller Källarholmen) är en ö i Tanums kommuns norra skärgård i Bohuslän. Ön ligger 250 m väster om Grönemad (Ulmekärrsand) på fastlandet vid Grebbestad. Större delen av ön ingår i Tanumskustens naturreservat.  
Ön hade tidigare fast befolkning, men idag är husen bebodda endast sommartid.